# Belgische Gouden Schoen 1963
De verkiezing van de Belgische Gouden Schoen 1963 werd in 1964 gehouden. Jean Nicolay won voor de eerste keer. Hij was de eerste speler van Standard Luik die deze voetbalprijs won. Nicolay was bovendien de eerste doelman die de Gouden Schoen kreeg.

## De prijsuitreiking
Standard Luik had in 1958 en 1961 de landstitel veroverd, maar schoot bij de uitreiking van de Gouden Schoen telkens tekort. Toen de Rouches in 1963 opnieuw kampioen speelden, leek het vanzelfsprekend dat de trofee voor het eerst in Luik zou belanden. Doelman Jean Nicolay, die een jaar eerder nog tweede was geworden, werd uiteindelijk overtuigend winnaar. Hij werd de eerste doelman ooit op de erelijst.

## Top 5
| Nr. | Land            | Naam              | Club(s)           | Punten |
| --- | --------------- | ----------------- | ----------------- | ------ |
| 1.  | Vlag van België | Jean Nicolay      | Standard Luik     | 226    |
| 2.  | Vlag van België | Paul Van Himst    | RSC Anderlecht    | 145    |
| 3.  | Vlag van België | Frans Vermeyen    | Lierse SK         | 48     |
| 4.  | Vlag van België | Paul van den Berg | Union Sint-Gillis | 29     |
| 5.  | Vlag van België | Guillaume Raskin  | R. Beerschot AC   | 10     |
| "   | Vlag van België | Pierre Hanon      | RSC Anderlecht    | 10     |

1954 · 
1955 · 
1956 · 
1957 · 
1958 · 
1959 · 
1960 · 
1961 · 
1962 · 
1963 · 
1964 · 
1965 · 
1966 · 
1967 · 
1968 · 
1969 · 
1970 · 
1971 · 
1972 · 
1973 · 
1974 · 
1975 · 
1976 · 
1977 · 
1978 · 
1979 · 
1980 · 
1981 · 
1982 · 
1983 · 
1984 · 
1985 · 
1986 · 
1987 · 
1988 · 
1989 · 
1990 · 
1991 · 
1992 · 
1993 · 
1994 · 
1995 · 
1996 · 
1997 · 
1998 · 
1999 · 
2000 · 
2001 · 
2002 · 
2003 · 
2004 · 
2005 · 
2006 · 
2007 · 
2008 · 
2009 · 
2010 · 
2011 · 
2012 · 
2013 · 
2014 · 
2015 · 
2016 · 
2017 ·
2018 ·
2019 ·
2020 ·
2022 ·
2023 ·
2024